# 日吉東照宮
日吉東照宮（ひよしとうしょうぐう）は、滋賀県大津市坂本にある神社。日吉大社の境外末社である。重要文化財の社殿は権現造の発祥とされ、関西の日光とも呼ばれている。比叡山東麓に鎮座する。

## 歴史
天海により元和9年（1623年）に東照宮の雛型として創建された。現社殿は寛永11年（1634年）に再建されたものである。この年の秋には日光東照宮の社殿の改築（寛永の大造替）も開始されている。
創建時以来延暦寺の末寺であったが、神仏分離令により1876年（明治9年）からは日吉大社の末社となって現在に至っている。

## 祭神
- 主祭神 - 徳川家康、日吉大神、摩多羅神

## 境内
- 本殿（重要文化財） - 寛永11年（1634年）に本殿と拝殿を石の間で連結する権現造の様式で改築されたもので、これは日光東照宮に先立ち、その原型になったとされている。漆塗り・極彩色の彫刻で装飾されている。
- 石の間（重要文化財）
- 拝殿（重要文化財）
- 透塀（重要文化財）
- 唐門（重要文化財） - 本殿同様、漆塗り・極彩色の彫刻で装飾されている。

## 文化財

### 重要文化財
- 本殿・石の間・拝殿
- 唐門
- 透塀

## 交通アクセス
- 京阪石山坂本線 坂本比叡山口駅 徒歩10分
- 湖西線 比叡山坂本駅 徒歩15分

## 周辺
- 日吉大社
- 滋賀院
- 旧白毫院庭園
- 旧竹林院庭園